# デザインフェスタ
デザインフェスタは、東京都江東区有明で開催されるアートイベントである。主催は、デザインフェスタ有限会社。

## 概要
1994年から、東京国際展示場（東京ビッグサイト）にて年2回開催（5月と11月頃）。開催回数は40回を超え、1万名を超えるアーティストが集まる。
オリジナル作品・表現であれば審査なしで、誰でも出展することができる。
毎年8月には東京国際展示場にて「真夏のデザインフェスタ」というアートイベントを開催している。
アートに関する題材で、かつ、オリジナルの作品であれば誰でも出展することができるため、その展示内容は音楽や絵画、雑貨、ファッション、工芸品、写真、人形、パフォーマンスなど多岐にわたっている。
2011年ごろから多岐な雰囲気からオリジナルデザインのイベントとして転向し、表向きには一般参加者、出展者問わず版権物のモチーフ・巡回演奏・占い・健康食品などが禁止され、事務所側のルールも厳しくなった。
2012年開催のvol.35より、デザイン・フェスタからデザインフェスタに名称を変更。

### 出展形式
2023年現在、多彩なアーティストやハンドメイド作家などに合わせて7つの出展形式がある。
- 明るいブース
- 暗いブース
- ワークショップ
- ライブペイント
- ショーステージ
- パフォーマンス
- フード

### 主なエリア
- ブースエリア：西1、西2、西3、西4ホール。約4,400ブース。4F西3ホールには照明を落とした暗いエリアがある。

vol.30よりミニライブペイントブースとキッズエリアを新設。
vol.35までは西3ホールに設置されていた。
- シアター：4F西4ホール暗いエリアに設置。300インチモニターでの映像放映の他パフォーマンス等。

vol.35までは西3ホールに設置されていた。
- ショースペース：1Fアトリウムスペース。ファッション、音楽、ダンスなどパフォーマンスをメインとしたスペース。

- ライブステージ：1F屋外エリア。特設ステージでのバンド演奏。

- レストラン&カフェバー：4F、1F、ライブステージ周辺。各国料理のレストラン13〜15店舗が出店。

## 開催履歴
- デザイン・フェスタ vol.6　1997年11月15日(土)、16日(日)
- デザイン・フェスタ vol.7　1998年5月16日(土)、17日(日)
- デザイン・フェスタ vol.8　1998年11月22日(土)、23日(日)
- デザイン・フェスタ vol.9　1999年5月15日(土)、16日(日)
- デザイン・フェスタ vol.10　1999年11月13日(土)、14日(日)
- デザイン・フェスタ vol.11　2000年5月20日(土)、21日(日)
- デザイン・フェスタ vol.12　2000年11月18日(土)、19日(日)
- デザイン・フェスタ vol.13　2001年5月19日(土)、20日(日)
- デザイン・フェスタ vol.14　2001年11月24日(土)、25日(日)
- デザイン・フェスタ vol.15　2002年5月11日(土)、12日(日)
- デザイン・フェスタ vol.16　2002年11月23日(土)、24日(日)
- デザイン・フェスタ vol.17　2003年4月19日(土)、20日(日)
- デザイン・フェスタ vol.18　2003年11月15日(土)、16日(日)
- デザイン・フェスタ vol.19　2004年5月8日(土)、9日(日)
- デザイン・フェスタ vol.20　2004年11月13日(土)、14日(日)
- デザイン・フェスタ vol.21　2005年5月14日(土)、15日(日)
- デザイン・フェスタ vol.22　2005年11月26日(土)、27日(日)
- デザイン・フェスタ vol.23　2006年5月20日(土)、21日(日)
- デザイン・フェスタ vol.24　2006年12月2日(土)、3日(日)
- デザイン・フェスタ vol.25　2007年5月26日(土)、27日(日)
- デザイン・フェスタ vol.26　2007年11月7日(土)、8日(日)
- デザイン・フェスタ vol.27　2008年5月17日(土)、18日(日)
- デザイン・フェスタ vol.28　2008年11月8日(土)、9日(日)
- デザイン・フェスタ vol.29　2009年5月16日(土)、17日(日)
- デザイン・フェスタ vol.30　2009年10月24日(土)、25日(日)
- デザイン・フェスタ vol.31　2010年5月15日(土)、16日(日)
- デザイン・フェスタ vol.32　2010年11月6日(土)、7日(日)
- デザイン・フェスタ vol.33　2011年5月14日(土)、15日(日)
- デザイン・フェスタ vol.34　2011年11月12日(土)、13日(日)
- デザインフェスタ vol.35　2012年5月12日(土)、13日(日)
- デザインフェスタ vol.36　2012年11月10日(土)、11日(日)
- デザインフェスタ vol.37　2013年5月18日(土)、19日(日)
- デザインフェスタ vol.38　2013年11月2日(土)、3日(日)
- デザインフェスタ vol.39　2014年5月18日(土)、19日(日)
- デザインフェスタ vol.40　2014年11月8日(土)、9日(日)
- デザインフェスタ vol.41　2015年5月16日(土)、17日(日)
- デザインフェスタ vol.42　2015年11月21日(土)、22日(日)
- デザインフェスタ vol.43　2016年5月14日(土)、5月15日(日)
- デザインフェスタ vol.44　2016年11月26日(土)、11月27日(日)
- デザインフェスタ vol.45　2017年5月27日(土)、5月28日(日)
- デザインフェスタ vol.46　2017年11月11日(土)、11月12日(日)
- デザインフェスタ vol.47　2018年5月12日(土)、5月13日(日)
- デザインフェスタ vol.48　2018年11月10日(土)、11月11日(日)
- デザインフェスタ vol.49　2019年5月18日(土)、5月19日(日)
- デザインフェスタ vol.54　2021年11月13日(土)・14日(日)
- デザインフェスタ vol.55　2022年5月21日(土)・22日(日)
- デザインフェスタ vol.56　2022年11月19日(土)・20日(日)
- デザインフェスタ vol.57　2022年5月20日(土)・21日(日)
- デザインフェスタ vol.58　2023年11月11日(土)・12日(日)

## 不祥事

### 「デザイン」の定義違いによる出展拒否
2019年5月18日・19日に開催された「デザインフェスタvol.49」の開催直前に、一部出展者宛に「他から手を加えられる事の無い完成品」に該当しない作品は出展不可である旨の通知が出された。キット形式での販売やパーツ単位での販売は不可であると解釈されるため、参加を断念する出展者が少なからず出た。
元々出展内容を確認しない抽選による当落決定であったところ、転売を懸念した主催側の判断による通知であったが、参加費の入金締め切り以降だったことに加え、開催直前での通知であったため批判を浴びた。

### 食中毒
2023年11月11日・12日に開催された「デザインフェスタvol.58」に出展した、東京都目黒区の焼き菓子店「Honey×Honey xoxo（ハニーハニーキス）」が販売したマフィンを食べた参加者から、体調不良の声が相次いだ。店舗の運営者であった出展者は、主催者からの事前の手続きを全てクリアしていた。
同年11月16日、厚生労働省は、このマフィンを「健康への危険性の程度：CLASS I」として、出展者がリコール及び返金を行っていることを公表した。目黒区の担当者によると、このマフィンを食べたとしても「死ぬまではない」という。なお、同じブースで販売されていた、マフィン以外の焼き菓子には健康被害は報告されていない。
対象の約3000個に対して、11月20日までに回収されたものは合計で851個に及んだ。当初の回収及び返金の対応窓口であったXとInstagramのアカウントは11月20日までに削除され、翌11月21日、出展者は「お詫びとご案内」を報告するウェブサイトを立ち上げた。その中で、既に閉業しており再開の予定がないこと、マフィンが手元にある場合は廃棄したうえで連絡してほしいこと、店舗とは無関係な偽サイトが存在することなどを公表した。